# تومي كامبل (ممثل)
تومي كامبل (بالإنجليزية: Tommy Campbell)‏ هو ممثل كندا وأيرلندي، ولد في 6 أكتوبر 1978.

## أعمال

### أفلام
- (2014) حافة الغد[5][6]

## وصلات خارجية
- تومي كامبل على موقع IMDb (الإنجليزية)
- تومي كامبل على موقع قاعدة بيانات الفيلم (الإنجليزية)